# Lukáš Zima
Lukáš Zima (Hradec Králové, 9 gennaio 1994) è un calciatore ceco, portiere del FCSB.

## Caratteristiche tecniche
Gioca come portiere,  abile nelle uscite e tra i pali grazie alla sua struttura fisica 196 cm.
I suoi riferimenti tra i pali sono Joe Hart e David De Gea.

## Carriera

### Club
Giovanili allo Slavia Praga e l'arrivo in Italia
Proveniente dal settore giovanile dello Slavia Praga, nel 2011 viene aggregato alla formazione primavera del Genoa. Il 16 gennaio 2014 viene ceduto in prestito alla Reggiana, società con cui esordisce tra i professionisti, racimolando 5 apparizioni.
Prestito al Venezia e al Mantova
Il 22 luglio 2014 passa a titolo temporaneo al Venezia. Il 13 gennaio 2015 le due società si accordano per la risoluzione del prestito del giocatore, il quale viene ceduto al Mantova.
Prestito al Perugia
Il 21 luglio 2015 passa in prestito al Perugia, in Serie B.
A fine stagione non colleziona presenze e non viene riscattato dagli umbri, facendo così ritorno al Genoa.
Ritorno al Genoa
Per le successive due stagioni ricopre il ruolo di quarto portiere del Genoa dietro a Mattia Perin, Eugenio Lamanna e Rubinho senza mai riuscire a debuttare.
Prestito al Livorno
Il 30 luglio 2018 passa in prestito annuale al Livorno con diritto di riscatto in favore del club toscano.
Il 4 novembre dello stesso anno fa il suo esordio assoluto in Serie B al minuto 77 di Livorno-Perugia 2-3 a seguito della espulsione rimediata dal compagno di squadra Luca Mazzoni. Il 1º luglio 2020, chiude la sua esperienza con gli amaranto rimanendo svincolato, dopo che non ha raggiunto l'accordo per il prolungamento del contratto fino al 31 agosto con la società toscana.
Dopo essere rimasto svincolato dopo la fine del contratto col club labronico, ritorna da svincolato al Genoa, club dov’è cresciuto nelle giovanili.
Vvv-Venlo
Il 13 luglio 2021 si trasferisce al VVV-Venlo. Disputa due stagioni in seconda divisione olandese, collezionando 24 presenze totali.
Petrolul Ploiesti
L'1 Luglio 2023 si trasferisce al Petrolul Ploiesti, squadra calcistica rumena. Diventa il titolare della squadra, collezionando 59 presenze con 20 reti inviolate in un anno e mezzo.
Fcsb
Il 3 gennaio 2025 passa al Fcsb, restando cosi in Romania e firmando un contratto triennale con la nuova squadra. Il 13 marzo 2025 debutta in Europa League nella sconfitta contro il Lione per 4-0 agli ottavi di ritorno della competizione.

### Nazionale
Ha rappresentato tutte le selezioni del proprio paese a livello giovanile.

## Statistiche

### Presenze e reti nei club
Statistiche aggiornate al 14 maggio 2021.
| Stagione        | Squadra         | Campionato      | Campionato | Campionato | Coppe nazionali | Coppe nazionali | Coppe nazionali | Coppe continentali | Coppe continentali | Coppe continentali | Altre coppe | Altre coppe | Altre coppe | Totale | Totale |
| Stagione        | Squadra         | Comp            | Pres       | Reti       | Comp            | Pres            | Reti            | Comp               | Pres               | Reti               | Comp        | Pres        | Reti        | Pres   | Reti   |
| --------------- | --------------- | --------------- | ---------- | ---------- | --------------- | --------------- | --------------- | ------------------ | ------------------ | ------------------ | ----------- | ----------- | ----------- | ------ | ------ |
| 2013-gen. 2014  | Genoa           | A               | 0          | 0          | CI              | 0               | 0               | -                  | -                  | -                  | -           | -           | -           | 0      | 0      |
| gen.-giu. 2014  | Reggiana        | 1D              | 5          | -6         | CI-LP           | -               | -               | -                  | -                  | -                  | -           | -           | -           | 5      | -6     |
| 2014-gen. 2015  | Venezia         | LP              | 11         | -14        | CI+CI-LP        | 2+0             | -3              | -                  | -                  | -                  | -           | -           | -           | 13     | -17    |
| gen.-giu. 2015  | Mantova         | LP              | 9          | -9         | CI-LP           | -               | -               | -                  | -                  | -                  | -           | -           | -           | 9      | -9     |
| 2015-2016       | Perugia         | B               | 0          | 0          | CI              | 0               | 0               | -                  | -                  | -                  | -           | -           | -           | 0      | 0      |
| 2016-2017       | Genoa           | A               | 0          | 0          | CI              | 0               | 0               | -                  | -                  | -                  | -           | -           | -           | 0      | 0      |
| 2017-2018       | Genoa           | A               | 0          | 0          | CI              | 0               | 0               | -                  | -                  | -                  | -           | -           | -           | 0      | 0      |
| 2018-2019       | Livorno         | B               | 18         | -26        | CI              | 0               | 0               | -                  | -                  | -                  | -           | -           | -           | 18     | -26    |
| 2019-2020       | Livorno         | B               | 13         | -16        | CI              | 1               | -1              | -                  | -                  | -                  | -           | -           | -           | 14     | -17    |
| Totale Livorno  | Totale Livorno  | Totale Livorno  | 31         | -42        |                 | 1               | -1              |                    | -                  | -                  |             | -           | -           | 32     | -43    |
| 2020-2021       | Genoa           | A               | 0          | 0          | CI              | 0               | 0               | -                  | -                  | -                  | -           | -           | -           | 0      | 0      |
| Totale Genoa    | Totale Genoa    | Totale Genoa    | 0          | 0          |                 | 0               | 0               |                    | -                  | -                  |             | -           | -           | 0      | 0      |
| Totale carriera | Totale carriera | Totale carriera | 56         | -71        |                 | 3               | -4              |                    | -                  | -                  |             | -           | -           | 59     | -75    |

## Palmarès
- Campionato rumeno: 1

FCSB: 2024-2025
- Supercoppa di Romania: 1

FCSB: 2025